# 19204 Joshuatree
19204 Joshuatree este un asteroid din centura principală de asteroizi.

## Descriere
19204 Joshuatree este un asteroid din centura principală de asteroizi. A fost descoperit pe 21 iunie 1992 la Observatorul Palomar de Jean Mueller. Asteroidul prezintă o orbită caracterizată de o semiaxă mare de 2,30 ua, o excentricitate de 0,25 și o înclinație de 24,2° în raport cu ecliptica.